# 교두보
교두보(橋頭堡, 영어: bridgehead, bridge-head)는 교량 반대쪽 끝 따위와 같이, 공격측이 어떤 수역을 가로질러 건넌 곳에 형성되는 전략적으로 중요한 구역이다. 공격측이 수역을 건너가 공격을 가했을 때 실패하면 반격당해 퇴각하게 되고, 또는 공격에 성공하면 교두보가 확대되어 거점이 되기에, 교두보는 보통 며칠동안 존재하게 된다.

## 항목
- 주춧돌(코너스톤)